# Michałowice-Wieś
Michałowice-Wieś – wieś w Polsce, położona w województwie mazowieckim, w powiecie pruszkowskim, w gminie Michałowice.
Wieś ma status osiedla.
W latach 1975–1998 miejscowość administracyjnie należała do województwa warszawskiego.

## Linki zewnętrzne

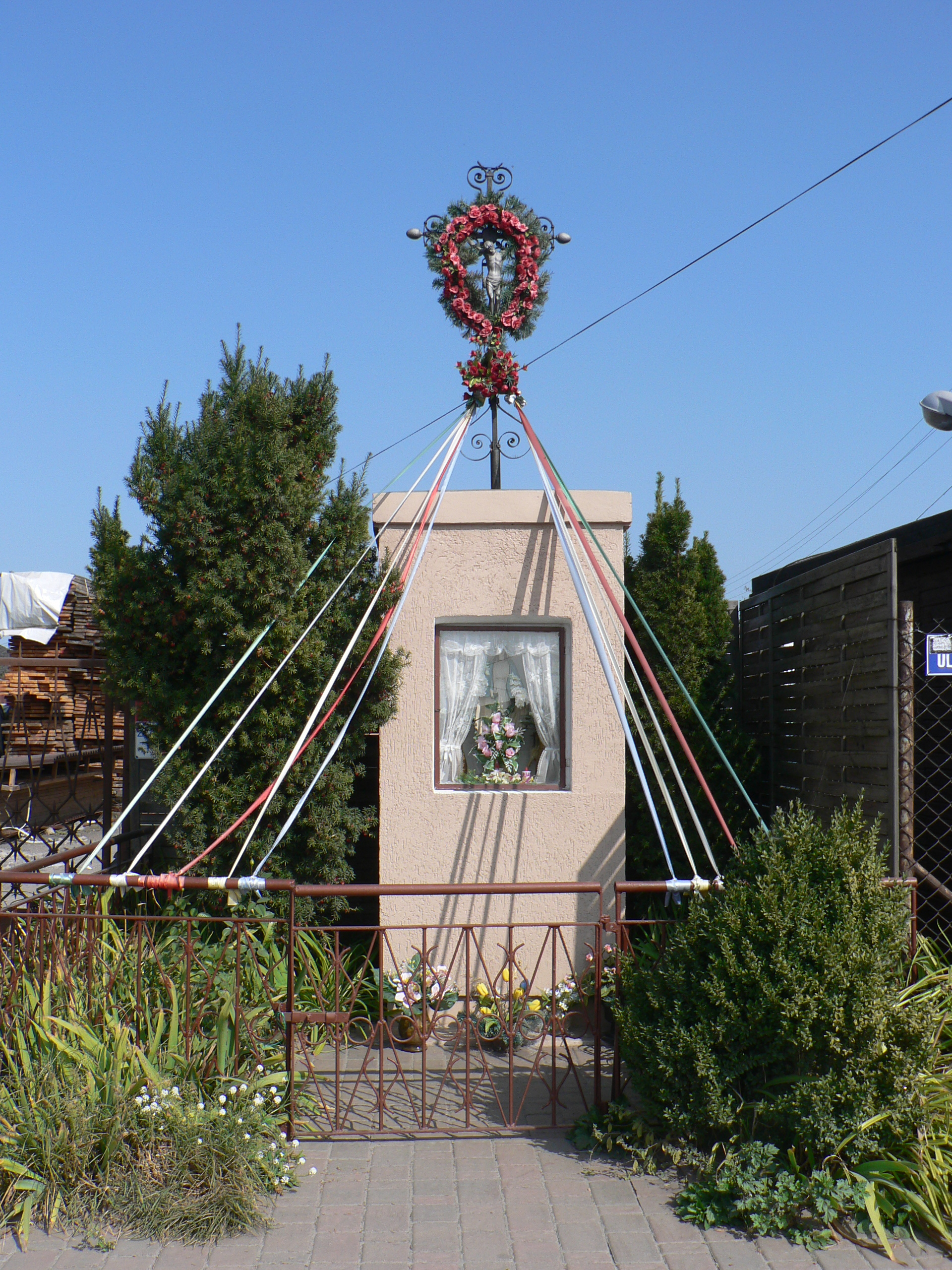
Kapliczka w Michałowicach-Wsi